# صدام حسين من الزنزانة الأمريكية: هذا ما حدث!
هذا ما حدث أو صدام حسين من الزنزانة الأمريكية: هذا ما حدث! هو كتابٌ من تَصنيف خليل الدليمي رئيسُ هيئة الإسناد للدفاع عن الرئيس صدام حسين ورفاقه المعتقلين. صدر الكتاب عام 2009 في 480 صفحة عن شركة المنبر للطباعة المحدودة في السودان. يُعتبر الكتاب عبارة عن مذكراتٍ شفويةٍ للرئيس العراقي الأسبق صدام حسين؛ حيث قام المحامي خليل الدليمي بجمع مادة الكتاب من خلال ما كان يمليه عليه أو يرويه له صدام حسين أثناء اعتقاله شفوياً خلال الجلسات التي كانت تجمعهما.

## سبب التصنيف
يقول خليل الدليمي بأنه عرض على صدام حسين وهو في الاعتقال فكرة كتابة مذكراته فأجابه صدام:
| صدام حسين من الزنزانة الأمريكية: هذا ما حدث! | من الضروري تدوين مذكراتي، فالأعمار بيد الله، وسأروي لك كل ما تسعفني به ذاكرتي، لكي تدونه | صدام حسين من الزنزانة الأمريكية: هذا ما حدث! |

وقد ترك الرئيس الأسبق صدام حسين لخليل الدليمي اختيار طريقة الكتابة ودار النشر؛ إذ كان صدام - بحسب الدليمي - يلح عليه لتدوين مذكراته لأنه كان يتوقع أن يصفيه الأمريكيون جسدياً في المعتقل، كما اختار طريقة رواية الأحداث شفوياً بدلاً من كتابتها لسببين وهما: الخوف من عدم سماح الأمريكيين له بكتابة المذكرات لنشرها وكذا أن الأمريكيين قد منعوا تبادل الأوراق لمدة طويلة بينه وبين محاميه.

## قيمة الكتاب
يَعرض الكتاب روايةً مغايرة خصوصاً فيما يتعلق بكيفية اعتقال الرئيس صدام حسين وإجراءات محاكمته، كما يُسجل الكتاب اللحظات الأخيرة من حياته قبيل تنفيذ إعدامه. يحتوي الكتاب فضلاً عن الرواية الشفهية على عدد من الوثائق مثل «وصية صدام حسين» كما دَعَّمه الكاتب بعدد من الوثائق الأخرى التي استطاع الحصول عليها. ومما هو جدير بالذكر، أن الكتاب تناول سيرة صدام حسين العامة من مولده إلى ما بعد موته، كما تناول الكتاب عدد من الموضوعات المهمة منها الحرب العراقية الإيرانية وأسبابها وضم العراق للكويت وأسباب الغزو الأمريكي وما وصفه الكاتب بالمؤامرات التي حيكت للعراق، كما تناول الكتاب العلاقات العراقية الأردنية والعلاقات السعودية العراقية وغيرهما من الدول، كما وعرض الكتاب لبعض جلسات التحقيق ومعلومات يُكشف عنها لأول مرة.